# Cirrhilabrus claire
Cirrhilabrus claire là một loài cá biển thuộc chi Cirrhilabrus trong họ Cá bàng chài. Loài này được mô tả lần đầu tiên vào năm 2001.

## Từ nguyên
Từ định danh claire được đặt theo tên của Claire T. Michihara, vợ của Charles “Chip” J. Boyle, người đã thu thập mẫu định danh của loài cá này.

## Phạm vi phân bố và môi trường sống
C. claire được tìm thấy ở ngoài khơi đảo Rarotonga (quần đảo Cook) và đảo Tahiti (Polynésie thuộc Pháp). C. claire sống gần các rạn san hô trên nền đá vụn ở độ sâu khoảng 55–100 m, thường được tìm thấy ở khu vực có hải lưu chảy mạnh.

## Mô tả
Chiều dài lớn nhất được ghi nhận ở C. claire là 8,4 cm. Mống mắt có màu cam sẫm. Vây bụng rất dài ở cá đực.
Cá đực từ quần đảo Cook có thân màu tím và đầu màu vàng lục. Một đường sọc màu tím đậm dọc theo lưng, nhưng thay vì băng qua mắt, sọc này lại đi chéo xuống dưới và nối liền với sọc ngắn cùng màu ở má; phía trên hốc mắt cũng có một sọc ngắn tương tự. Vây lưng có màu cam, còn vây hậu môn, vây đuôi và vây bụng có màu tím nhạt. Ở những con đực lớn, vây đuôi, vây hậu môn và vây bụng mất đi sắc tố tím và chuyển sang màu cam như vây lưng. Đuôi có dải viền màu xanh lục sẫm ở rìa sau.
Cá đực từ Tahiti có kiểu hình hơi khác so với ở Cook, đặc biệt là các vây có sự khác biệt đáng kể. Có vẻ như, đây là một biến dị kiểu hình hoặc là một loài mới chưa được mô tả. Thay vì màu cam, vây lưng của cá đực từ Tahiti lại màu xám đen. Vây hậu môn và vây đuôi có màu vàng, vây đuôi được viền đen ở rìa (thay vì xanh lục) và dải gần rìa có màu xanh lam.
Cá cái màu tím nhạt hơn, đầu có màu vàng. Cá cái trong tình trạng sợ hãi xuất hiện một hàng chấm trắng dọc theo lưng.
Số gai ở vây lưng: 11; Số tia vây ở vây lưng: 9; Số gai ở vây hậu môn: 3; Số tia vây ở vây hậu môn: 9; Số tia vây ở vây ngực: 15; Số gai ở vây bụng: 1; Số tia vây ở vây bụng: 5.

## Phân loại học
C. claire thuộc nhóm phức hợp loài Cirrhilabrus jordani cùng với những loài khác là Cirrhilabrus shutmani, Cirrhilabrus earlei, Cirrhilabrus lanceolatus, Cirrhilabrus roseafascia, Cirrhilabrus sanguineus, Cirrhilabrus blatteus, Cirrhilabrus wakanda và Cirrhilabrus rubrisquamis.

## Thương mại
C. claire được thu thập trong ngành buôn bán cá cảnh.